# Harry Kahn
Harry Kahn (geboren 11. August 1883 in Mainz als Heinrich Kahn; gestorben 18. Juli 1970 in Massagno, Schweiz) war ein deutscher Journalist, Schriftsteller, Drehbuchautor und Übersetzer.

## Leben
Kahn war von 1902 an Mitarbeiter von Max Reinhardt. Von 1907 bis 1930 schrieb er für die Wochenschrift Die Weltbühne zunächst Theater-, später auch Film-Kritiken. Von 1914 bis 1919 veröffentlichte er verschiedene Bücher und Dramen. In seinem Rückblick auf 25 Jahre Weltbühne würdigte Kurt Tucholsky die Mitarbeit Kahns:

„Dann war da Harry Kahn, der am längsten von uns allen dabei ist. S.J. hat ihn den ‚Samumisten‘ genannt, oder er sich selber …? Sein Temperament fegte denn auch dem Wüstenwind gleich durchs Blättchen; es gibt da herzerfrischende Polemiken, wie die gegen den seligen Kasimir Edschmid, eine prachtvolle Leistung.“

Kahn war von 1922 bis 1925 mit der Journalistin Martha Maria Gehrke verheiratet. Von 1925 bis 1926 war Kahn Redakteur der Blätter des Deutschen Theaters. Anfang der 1930er Jahre beteiligte er sich als Co-Autor an mehreren Drehbüchern. Nach der Machtübernahme der Nationalsozialisten emigrierte er mit Alice Meyer, der Mutter von Peter Morley und Anne Marie Meyer, nach Frankreich. Kahn gehörte zu den Autoren der deutschsprachigen Exilzeitung Pariser Tageblatt. Kahn und Meyer wurden zu Beginn des Zweiten Weltkrieges in verschiedenen Camps in Marseille interniert. Nach einer Flucht aus der Haft gelangten beide 1943 in die Schweiz, wo sie zuerst bei einer Familie in Winterthur und später in Massagno lebten. Nach Ende des Krieges übersetzte Kahn zahlreiche Werke amerikanischer Autoren aus dem Englischen ins Deutsche, so unter anderem von John Steinbeck und William Faulkner.
Von den 1950er Jahren bis zu seinem Tod war er mit Alice Meyer verheiratet.

## Werke
- Opfer. Novellen. Berlin 1914.
- Der Ring. Komödie in vier Akten. Berlin 1916.
- Amerika. München 1917.
- Krach. Komödie in vier Akten. München 1919.

Drehbücher:
- 24 Stunden aus dem Leben einer Frau. Deutschland 1931.
- Der Mann, der den Mord beging. Deutschland 1930/1931.
- Die Königin einer Nacht. Deutschland 1930.

Übersetzungen:
- Mark Aldanow: Vor der Sintflut. Morgarten Verlag, Zürich 1948.
- Ann Bridge: Die gefährlichen Inseln. Diana-Verlag, Konstanz 1965.
- John Phillips Marquand: Es gibt kein Zurück. Baden-Baden / Stuttgart 1951.
- Henry James: Meisternovellen. Zürich 1953 (Die Drehung der Schraube; Asperns Nachlaß).
- John Steinbeck:
  - Geld bringt Geld. Frankfurt 1964.
  - Jenseits von Eden.Zürich 1953.
  - Wonniger Donnerstag. 3. Auflage. Stuttgart/Konstanz 1956.
  - Laßt uns König spielen. Zürich 1958.
- William Faulkner: Griff in den Staub. Fretz & Wasmuth, Zürich 1951 (häufige Neuauflagen, zuletzt 2001).
- Sinclair Lewis: Wie die Welt so ist. Stuttgart 1955.
- Geoffrey Gorer: Die Amerikaner. Eine völkerpsychologische Studie. Hamburg 1956.
- Ayn Rand: Der ewige Quell. Morgarten-Verlag, Zürich 1946.
- Anthony Trollope: Doktor Thorne. Manesse, Zürich 1954.

Artikel
- Die Friedrichs-Legende. In: Die Weltbühne 15 (1919), S. 136–138.
- Russisch-jüdisches Theater. In: Die Weltbühne 24 (1928), S. 609–610.